# Касерос (тюрьма)
Касе́рос (исп. Cárcel de Caseros) — бывшая аргентинская тюрьма, паноптикум, расположена в южном буэнос-айресском районе Парке-Патрисиос. Ныне музей.Тюрьма Касерос была задумана военными диктатурами 1960-х годов и изначально предназначалась для краткосрочного содержания заключенных, ожидающих суда. Он строился в течение почти двадцати лет, с 1960 по 1979 год. Завершенный под управлением военной хунты под председательством диктатора Хорхе Рафаэля Видела, Касерос был открыт в 1979 году для размещения политических заключенных. Она была построена рядом со старой одноименной тюрьмой, которая изначально была построена как детский дом в 1880-х годах. В начале 1950-х годов Хуан Перон, расправляясь с коммунистами, использовал старую часть для размещения политических заключенных. Тюрьма была закрыта в 2001 году.

## История
Идея постройки новой тюрьмы «Касерос» была задумана правительством Фрондиси и развита «Аргентинской революцией» Онганиа, и первоначально использовалась как следственный изолятор для заключенных, ожидающих суда. Постройка учреждения велась на протяжении почти двадцати лет — с 1960 до 1979 годы, на месте старой тюрьмы с тем же названием, возведённой первоначально как приют в 1880-х. Строительство завершилось уже при новой хунте — «Процесс национальной реорганизации» диктатора Хорхе Рафаэля Виделы. На церемонии открытия министр юстиции Аргентины Альберто Родригес Варела сравнил «Касерос» с 5-звёздочным отелем. В 1979-м тюрьма приняла первую партию политических заключённых. Хотя уже в начале 1950-х, Хуан Перон, использовал старую тюрьму, сажая в неё аргентинских коммунистов. В «Касеросе», перед «исчезновением», содержались боевики и активисты «монтонерос», ERP, PRT и других организаций. Условия содержания были одни из самых жестоких в стране. В 2001 году тюрьма была закрыта. Ныне, часть зданий тюрьмы использует употребляющая наркотики молодёжь, бомжи, жители прилегающих районов жалуются на бездействие полиции.

## Здание
Главное здание тюрьмы имеет форму буквы Н и 22 надземных этажа. Была рассчитана на 2000 заключённых из Аргентины и относилась к высшей степени безопасности. Количество камер, размерами 1,2 м × 2,3 м, составляло более чем 1500. Здание было спроектировано так, чтобы прямой солнечный свет никогда не мог достигать заключённых. Из-за его отсутствия кожа становилась зелёной, а зубы гнили. Старое здание тюрьмы подвергалось критике правозащитными организациями, так как не соответствовало основным стандартам гуманного содержания.

## Известные заключённые
- Серхио Шоклендер
- Даниэль Молина
- Хорхе Видела